# Carl Mittell (Schauspieler)

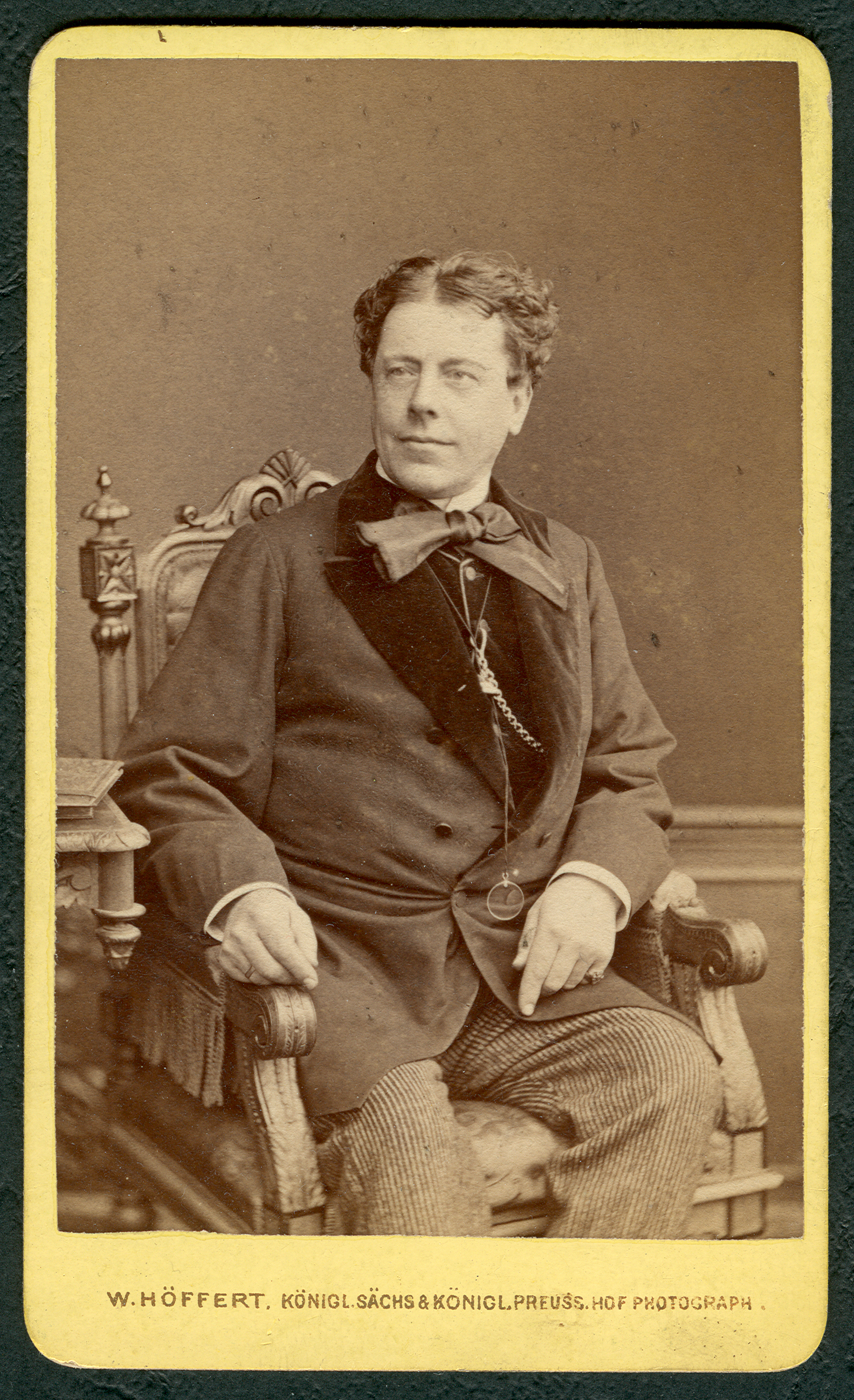
Carl Mittell, Foto, um 1877

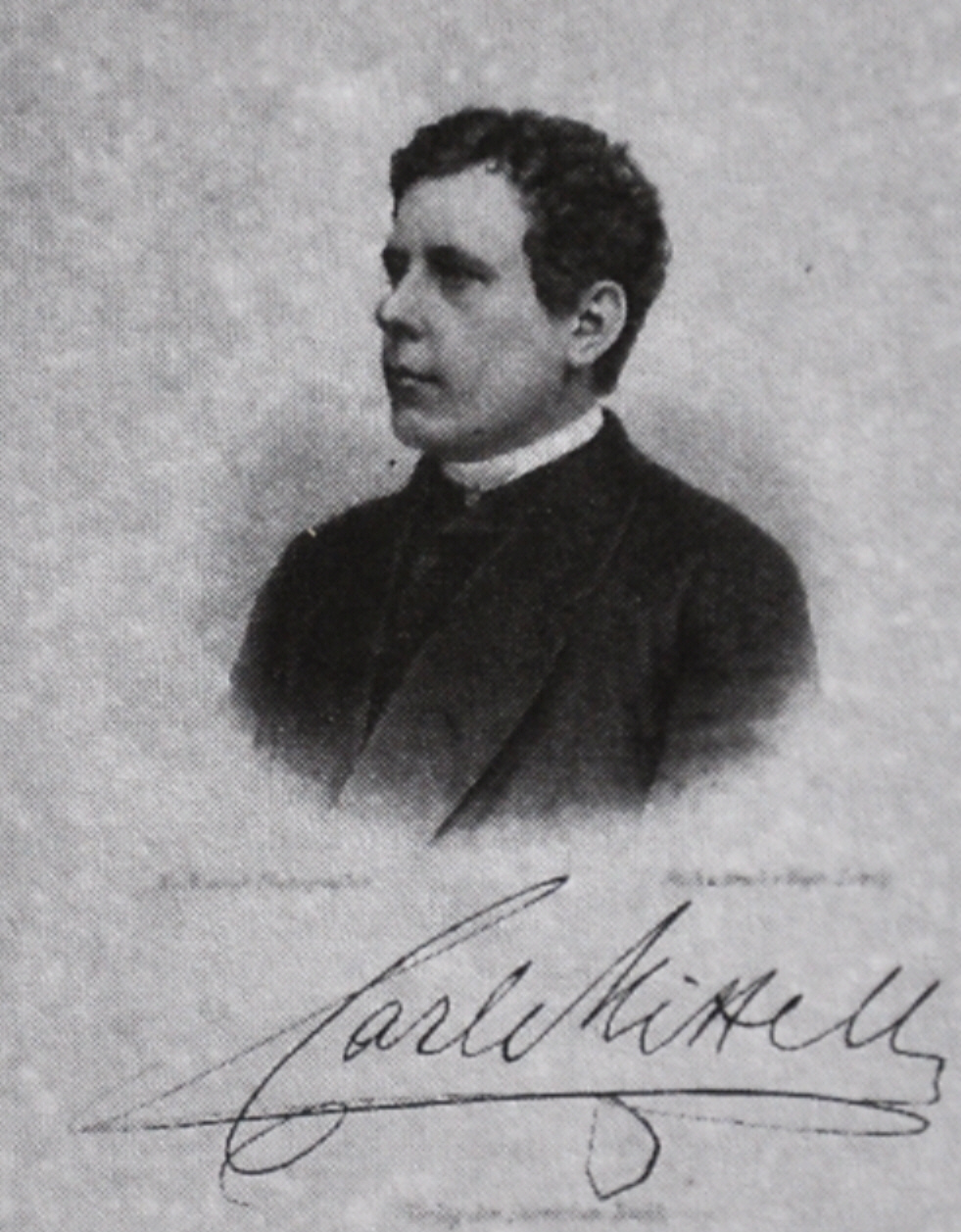
Carl Mittell, Stahlstich, 1870er Jahre

Carl Joseph Mittell, auch Karl Josef Mittell (* 26. Oktober 1824 in Wien; † 1. März 1889 in Dresden) war ein österreichischer Schauspieler und Theaterregisseur.

## Leben
Carl Mittell war ein Sohn des Wiener Hofschauspielers Karl Mittell und übernahm schon im Alter von sieben Jahren Kinderrollen am Burgtheater. Dennoch besuchte er zunächst das Wiener Piaristenseminar, da er eigentlich Priester werden sollte. Er brach diese Ausbildung aber ab und wurde dann zunächst von seinem Vater und dem Dichter Wilhelm Vogel, später auch von Karl Fichtner zum Schauspieler ausgebildet. 1847 hatte er sein erstes Engagement in Wien, wo er in den nächsten Jahren auch blieb. Von 1854 bis 1857 hatte er ein Engagement in Riga, danach war er in Berlin am Wallner-Theater, dem Friedrich-Wilhelmstädtischen Theater und am Victoria-Theater beschäftigt. Eine seiner Bühnenpartnerinnen war Agnes Wallner.
Aus der Berliner Zeit stammt das Urteil eines Kritikers: „Carl Mittell gehört zu den befähigtsten Talenten, die … das Theater Berlin’s überhaupt besitzt …“
Von 1866 bis 1867 war er am Dresdner Hoftheater, danach am Leipziger Stadttheater, wo er nicht nur in Liebhaber- und Bonvivantrollen auftrat, sondern auch als Lustspielregisseur tätig wurde. Nach dem Tode von Julius Hübner wurde Mittell ab 1878 am Hamburger Thalia Theater engagiert. Wegen eines Augenleidens zog er sich schließlich aus dem Beruf zurück. Eine Operation bei Albrecht von Graefe in Halle fand 1886 statt. Carl Mittell verlebte seine letzten Jahre in Dresden.
Mittell war zuerst mit Amalie Mittell und in zweiter Ehe seit 1861 mit Elisabeth Mittell, einer Tochter des Königlichen Operntänzers Gustav Albert Wollenberg (1808–1835) verheiratet.